# 通达诺湖

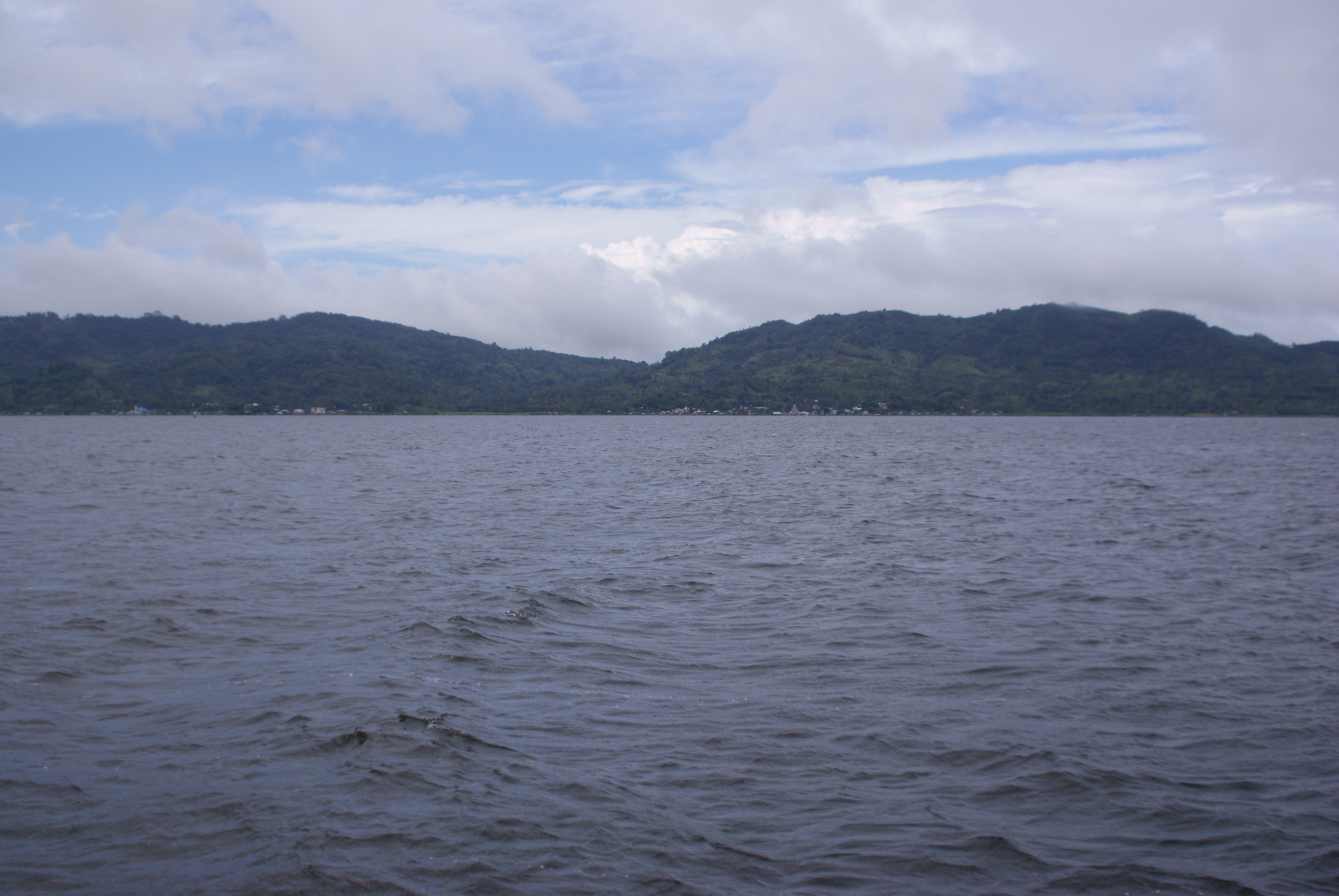
通达诺湖

通达诺湖（印尼语：Danau Tondano）是印度尼西亚苏拉威西岛米纳哈萨半岛上的一座湖泊，属于北苏拉威西省米纳哈萨县管辖，是北苏拉威西省的最大湖。湖泊海拔600米，距离省首府万鸦老36公里。近年来有报道称，通达诺湖的水位一直在下降，1934年时为40米，1993年下降到23米，1996年降至18米，到2010年只有12米。科氏汤达鱵是通达诺湖的特有鱼类，属于鹤鱵目鱵科。

## 资料来源
1. ↑  . www.indonesia-tourism.com. （原始内容存档于2012-08-10）.
2. ↑  . www.thejakartapost.com. 雅加达邮报. 2011-08-25. （原始内容存档于2015-12-01）.
3. ↑  Froese, R. & Pauly, D. (eds.) (2017). Tondanichthys kottelati. FishBase. Version 2017-02.